# Matjaž Kek
Matjaž Kek (sinh ngày 9 tháng 9 năm 1961) là một huấn luyện viên và cựu cầu thủ bóng đá Slovenia, hiện đang là huấn luyện viên trưởng đội tuyển bóng đá quốc gia Slovenia.

## Sự nghiệp cầu thủ
Kek bắt đầu sự nghiệp bóng đá của mình ở đội bóng quê hương Maribor năm 1979, sau đó ông di chuyển sang Áo thi đấu cho câu lạc bộ Spittal/Drau năm 1985 và thi đấu tại đây suốt 3 mùa bóng. Kek cũng từng chuyển sang chơi bóng cho đội bóng khác tại Áo là GAK suốt 7 năm. Sau đó ông quay trở lại quê hương đầu quân cho Maribor từ năm 1995 đến 1999 trước khi giải nghệ chuyển sang công tác huấn luyện. Trong suốt sự nghiệp cầu thủ của mình, Kek chủ yếu thi đấu ở tuyến phòng ngự.

## Sự nghiệp huấn luyện viên

### Maribor
Sau khi kết thúc sự nghiệp cầu thủ, ông bắt đầu làm công tác huấn luyện ngay tại đội bóng quê hương Maribor với vai trò trợ lý huấn luyện viên. Sau đó 1 mùa bóng ông được bổ nhiệm là huấn luyện viên trưởng và giúp đội bóng vô địch giải bóng đá Slovenia các mùa bóng 2000/01 và 2003.

### Đội tuyển quốc gia
Năm 2006 ông làm huấn luyện viên tưưởng các tuyến trẻ U-15 và U-16 của Slovenia. Ngày 16 tháng 1 năm 2007, Kek được bổ nhiệm làm huấn luyện viên trưởng đội tuyển bóng đá quốc gia Slovenia, sau đó ông đã đưa Slovenia giành vé tham dự vòng chung kết World Cup 2010 sau khi đánh bại đội tuyển bóng đá quốc gia Nga trong trận đấu play-off khu vực châu Âu. Ngày 24 tháng 11 năm 2011 sau chuỗi thất bại của tuyển Slovenia ở vòng loại Euro 2012, Kek và liên đoàn bóng đá Slovenia đã đi đến thỏa hiệp chấm dứt sớm hợp đồng.

### Al Ittihad
Kek sau đó ký hợp đồng với câu lạc bộ Al Ittihad (một đội bóng lớn của Ả Rập Xê Út), tuy nhiên hợp đồng của ông không kéo dài vì vài tuần sau đó ông bị sa thải vào ngày 8 tháng 2 năm 2012.

### Rijeka
Ngày 27 tháng 2 năm 2013 sau hơn 1 năm thất nghiệp, ông đã ký hợp đồng dẫn dắt câu lạc bộ HNK Rijeka ở giải bóng đá vô địch Croatia. Ông dẫn dắt Rijeka thi đấu tới vòng bảng của UEFA Europa League trong hai mùa bóng liên tiếp 2013/14 và 2014/2015. Ông cũng giành được Cúp quốc gia Croatia mùa bóng 2013/14 và Siêu cúp Croatia 2014. Ở đấu trường giải bóng đá quốc gia Croatia thì ông mới chỉ đưa đội bóng của mình tới vị trí á quân ở 3 mùa bóng liên tiếp 2013/14, 2014/15, 2015/16. Kek có ba năm liên tục dẫn dắt Rijeka và hợp đồng của ông sẽ kết thúc vào tháng 10 nếu không được tái ký.

## Cuộc sống cá nhân
Gia đình Kek luôn có những mối liên hệ mật thiếu với câu lạc bộ NK Maribor nơi quê hương ông. Cha của ông là Franc Kek cũng từng là cầu thủ chơi bóng cho Maribor trong những năm đầu của thập niên 1960 với 50 lần khoác áo ra sân thi đấu chính thức và ghi được 1 bàn thắng. Con trai của ông sinh năm 1991 cũng đang là một cầu thủ bóng đá.